# Caroline Welz
Caroline Welz (* 6. července 1986 Kolín nad Rýnem nebo Postupim, Německo), jako modelka vystupující pod jménem Caro, se nejméně od dubna 2006 do března 2009 (od svých 19 do 22 let věku) prezentovala jako nejvyšší žena v Německu a jedna z nejvyšších žen na světě. Uváděla výšku 206 centimetrů, v roce 2010 měla údajně délku nohou 130 cm, velikost obuvi 48 a hmotnost 117 kg, modré oči a černé vlasy.

## Pořadí
Magazín Oddee ji v roce 2009 uváděl na 8 místě mezi 10 nejvyššími ženami světa a zmiňoval ji jako nejvyšší německou dívku, o výšce 206 cm.
Ruská monografie Akromegalija i gigantizm z roku 2010 ji uvádí v tabulce 19 (Nejvyšší ženy světa) na 33. místě mezi známými případy vysokých žen minulosti i současnosti (z toho na 18. místě mezi ženami, u kterých není uveden údaj o úmrtí), přičemž mezi uvedenými Němkami je třetí v pořadí a mezi žijícími Němkami se dělí o první místo s další ženou: první je 2,53 metru vysoká Marianne Wedhe, která žila v letech 1866–1884, a druhá Antje Dethloff, narozená 1963, u které je uvedena stejná výška jako u Caroline Welz (2,06 metrů). Nejvyšší známou ženou světa byla podle této knihy s výškou 2,80 metru Číňanka Liu Yu-Qing, rozená 1920, u které kniha z roku 2010 neuvádí žádný rok úmrtí.

## Život
Už v sedmi letech dosáhla výšky 1,50 metru. Během školní docházky byly urážky a posměšky na denním pořádku. V zábavním parku ji opakovaně obsluha vyhazovala s tím, že atrakce jsou jen pro děti, i když jí bylo jen 7 či 8 let. Podporu našla v rodině: její sourozenci i oba její rodiče jsou nadprůměrně vysocí. Nenechala se odradit a ukazovala se v televizi, na veleterzích i na internetu. Chtěla, aby všichni pochopili, že vysocí lidé jsou docela normální. V běžném životě řeší problémy, jak sehnat vhodně velké auto, oblečení či boty, protože v této velikosti není dostatečný sortiment ani v pánské obuvi, dámská není dostupná vůbec, a vyráběna na zakázku je velmi drahá. Zpočátku měla představu, že její partner by měl být větší než ona, nakonec z tohoto požadavku ustoupila a v době rozhovoru v roce 2009 měla partnera vysokého 1,92 metru, s nímž se seznámila pomocí internetového fóra pro vysoké lidi. Podle článku z roku 2010 pro ni abnormální výška nikdy nebyla problémem ani překážkou, i když jde o hormonální poruchu zvanou gigantismus.
Jak v březnu 2010 uváděl webzine Dirrwell, byla nejvyšší ženou v Německu a jednou z nejvyšších žen světa, je kvůli tomu světoznámá, měla množství fanoušků po celém světě a pravidelných návštěvníků své webové stránky a dokonce jí byla věnována stránka ve svobodné encyklopedii Wikipedia. Když jde v davu po ulici, vzbuzuje obdiv a silný dojem. Objevovala se v televizi a byla mnohokrát interviewována v časopisech, je jí věnována řada videonahrávek na YouTube.
V době svého veřejného působení žila v Kolíně nad Rýnem. V době, kdy se veřejně prezentovala, byla krejčová a občasná modelka. Už od svých 13 let hraje v různých hudebních uskupeních; proto také na neustále opakovanou otázku: „Hrajete basketbal?“ odpovídá: „Ne, hraji na trumpetu.“